# Thomas Arundell (1er baron Arundell de Wardour)
Thomas Arundell, 1er baron Arundell de Wardour (né vers 1560 – 7 novembre 1639), fils aîné de Matthew Arundell de Wardour Castle, dans le Wiltshire (vers 1532/1534 – 24 décembre 1598), s'illustre dans les campagnes militaires contre les Turcs au service de l'empereur Rodolphe II, et est élevé pour cela au rang de comte germanique ; mais cet attachement à un prince catholique déplait à la reine Elisabeth, qui refuse de reconnaître ce titre, et même le fait emprisonner à la prison de la Fleet. À l'avènement de Jacques Ier, en 1605, Arundell est créé 1er baron Arundell de Wardour, mais dans l'année, il est suspecté de complicité dans la conspiration des Poudres.

## Biographie
Thomas Arundell est le fils aîné de Matthew Arundell de Wardour Castle, dans le Wiltshire (vers 1532-34 – 24 décembre 1598), membre de l'ancienne lignée des Arundell des Cornouailles. Son père a hérité de vastes terres ecclésiastiques, et a exercé plusieurs offices : haut sheriff du Dorset, custos rotulorum et Deputy Lieutenant du Dorset. Sa mère, Margaret Willoughby, fille d'Henry Willoughby de Wollaton Hall, a été pendant plusieurs années suivante de la princesse Elizabeth à Hatfield. Les grands-parents paternels d’Arundell sont Thomas Arundell (exécuté le 26 février 1552) et Margaret Howard (née vers 1515 – 10 octobre 1571), sœur de la reine Catherine Howard.
En 1580 Arundell est emprisonné en raison de sa foi catholique. Par permission royale du 18 juin 1585, il épouse Mary (née vers 1567 – 1607), sœur d'Henry Wriothesley (3e comte de Southampton), et petite-fille d'Anthony Browne (1er vicomte Montagu). L'épouse d'Arundell était la sœur d'Henry Wriothesley (2e comte de Southampton). Arundell, très ami avec ce dernier, n'hésite pas à recommander ce jeune homme de 15 ans à Lord Burghley.
Quoiqu'il demeure fidèle à la foi catholique toute sa vie, Arundell fait preuve de sa loyauté à la Couronne en souscrivant 100 livres sterlings à l'emprunt levé pour faire face à l'Invincible Armada en 1588.
Selon Akrigg, Arundell est « talentueux et cultivé », mais vers ses 30 ans, n'ayant pu trouver d'occupation digne de ses promesses, il a « sombré dans une existence mélancolique », partageant sa « retraite studieuse » entre ses terres de Wriothesley dans le Hampshire et le manoir familial de Southampton House à Londres. Enfin, son père accepte de lui payer des chevaux et tout son armement pour 1100 livres en 1595, afin qu'il parte sur le continent pour servir comme officier dans la campagne contre les Turcs. La reine l'aurait recommandé elle-même à l'empereur Rodolphe. Le 7 septembre, Arundell fait l'ouverture à la bataille du Gran, s'emparant du drapeau turc et fichant au même endroit l'emblème impérial. En reconnaissance de cet exploit, Arundell est élevé au rang de comte d'empire le 14 décembre 1595, et reçoit l'épithète de « Vaillant ».
Contre le souhait de son père, Arundell sollicite une permission de la cour impériale à la mi-décembre et rentre en Angleterre ; mais son navire, pris dans une tempête, s'échoue dans les environs d'Aldeburgh, sur la côte du Suffolk. Ayant tout perdu dans l'accident, il s'estime encore assez chanceux de rester en vie « transi et trempé sur le rivage. » L'octroi d'un titre nobiliaire par une cour étrangère suscite la jalousie de ses pairs à la cour d'Angleterre, et son père même conçoit du ressentiment de ce que son titre est supérieur au sien. La reine, furieuse, envisage de le forcer à renoncer à ce titre : elle le fait jeter à la prison de la Fleet sur de vagues soupçons de crypto-catholicisme, déclarant pour l'occasion : « Je ne veux pas à ma cour d'un mouton marqué par un autre homme ». Les autorités fouillent sa chambre sans rien trouver de compromettant ; Arundell est détenu jusqu'à la mi-avril 1597, puis interdit de paraître à la cour. Les mois suivants, il en appelle souvent à la clémence de la reine et, faute de réponse, sombre derechef dans la dépression. Enfin au mois de juillet, son père accepte à contrecœur de l'héberger à Wardour, à la condition qu'il ne se présente jamais devant lui et qu'« il s'y comporte comme son prisonnier. »
Il prend finalement la succession de son père en décembre 1598. Le 8 février 1601, son beau-frère, le comte de Southampton, comparait comme complice dans la rébellion d'Essex. Voulant se mettre hors d'atteinte, Arundell adresse le 18 février une lettre traîtreuse au ministre Robert Cecil, où il indique que « les oreilles de Southampton se sont fermées aux sains avis, raison pour laquelle j'ai préféré prendre mes distances avec lui. »
Au mois de  mars 1605, Arundell et Southampton chargent le capitaine George Weymouth de fonder une colonie en Virginie, mais les colons sont rapatriés en Angleterre dès la mi-juillet. Selon le récit laissé par James Rosier, ce sont les colons « qu'avec Monseigneur le comte d'Arundell, nous devions déposer dans ce pays avec leur accord » ; mais selon Akrigg, Arundell s'est beaucoup plus engagé dans cette expédition que le comte de Southampton : « Tout ce voyage doit être considéré comme la première tentative de fonder une colonie américaine qui aurait été un refuge pour les catholiques anglais ». Il ajoute qu'Arundell, qui avait planifié dès 1596 une expédition vers les Indes Orientales, était le principal organisateur du voyage de Weymouth.
Le 4 mai 1605, le roi Jacques Ier le fait baron Arundell de Wardour. Nommé par le nouveau monarque colonel d'un régiment anglais au service de l'Archiduc en Flandres, Arundell débarque sans autorisation sur le continent au mois de septembre 1605, enfreignant les ordres royaux et encourant la colère du roi. Quelques mois plus tard, Guy Fawkes donne son nom sous la torture, et il est brièvement suspecté de complicité dans la Conspiration des Poudres.
En 1607, le fils aîné et héritier d'Arundell, Thomas, épouse Blanche Somerset, fille du comte de Worcester, sans le consentement paternel. Mary, la femme d'Arundell, meurt quelques semaines plus tard. Le 1er juillet 1608, Arundell se remarie avec Anne Philipson. Tout au long des années 1630, Arundell est aux prises avec l'évêque de Durham, puis en 1637 il envisage de céder le château de Wardour au roi. Il meurt finalement à Wardour le 7 novembre 1639, et est inhumé à Tisbury.

## Mariages et descendance
Arundell épouse Mary Wriothesley, qui lui donne deux fils et une fille :
1. Thomas Arundell (c. 1586– 19 mai 1643), qui lui succède.
2. William Arundell d'Horningsham, dans le Wiltshire, lequel épouse Mary Browne, fille aînée d'Anthony-Maria Browne, 2e vicomtesse Montague (morte en 1629), par Jane Sackville, fille de Thomas Sackville (1er comte de Dorset). Elle a d'abord été la femme de William Paulet (mort en 1621), Lord St. John, fils aîné de William Paulet (4e marquis de Winchester)[19].
3. Elizabeth Mary Arundell (femme de John Philpot).

Mary Wriothesley est inhumée à Tisbury (Wiltshire), la 27 juin 1607.
Arundell épouse en secondes noces Anne Philipson, fille benjamine de Miles Philipson de Crook, Westmorland, qui lui donne :
1. Matthew (1609–1620), qui, selon une hypothèse en vogue à la Belle Époque, aurait émigré en Virginie pour prendre le nom d'Howard. Cette hypothèse a été diffusée par la biographie qu'Harry Wright Newman a consacrée en 1933 aux colons du Maryland[20] ; mais Newman est revenu sur ce point dans la deuxième édition (1970), admettant qu’« ...en 1925, en faisant mes recherches sur les Howards, j'ai ajouté foi à une thèse selon laquelle le nom anglais de Mathew Howard aurait été Arundel, et qu'il aurait adopté celui de Howard pour des raisons politiques ; qu'en outre, il descendait en droite ligne du duc de Norfolk. Cf. 'Anne Arundel Gentry', 1re éd. On a montré depuis que tous ces points étaient sans fondement[21]. » L'identification de Matthew Arundell avec Matthew Howard avait été effectivement démontée en 1939, Matthew Arundell ayant été inhumé le 2 juin 1620 à Londres[22].
2. Thomas
3. Frederick
4. Katherine (femme de Ralph Eure)
5. Mary (femme de John Somerset) ;
6. Ann, (qui laisse son nom au comté d'Anne Arundel, institué en 1650). Elle épouse à 13 ans Cecilius Calvert[23] (1605–1675), en 1628. En 1632, après la mort de son père George, (1579–1632), premier Lord Baltimore, Secrétaire d'État et favori de roi Charles Ier, après un premier échec à Avalon (Terre-Neuve), elle reprend l'engagement contracté envers son père, de coloniser les terres du Maryland. Elle est née en 1615 au Château d'Arundel, a donné naissance à neuf enfants (3 fils et 6 filles, dont trois parviennent à l'âge adulte), meurt à 34 ans le 23 juillet 1649, et est inhumée à Tisbury (Wiltshire)[24].
7. Frances (femme de John Talbot (10e comte de Shrewsbury))
8. Margaret (femme de John Fortescue)
9. Clare (femme de Humphrey Weld[18]).